# Diogo Morgado
Diogo Miguel Morgado Soares (Lisboa, 17 de enero de 1981) es un actor portugués conocido mayormente por su interpretación de Jesucristo en la exitosa miniserie épico-bíblica La Biblia de History Channel y en la película Hijo de Dios.

## Carrera
Sus primeros trabajos en televisión fueron en telenovelas portuguesas y series de televisión como Terra Mãe (1998), Diario de Maria (1998), A Lenda da Garça (2000) y A Febre do Ouro Negro (2000), Lazos de sangue (2010) y Morangos com açucar (2009). Su nombre saltó a la fama con su papel de Miguel en el telefilm Amo-te Teresa (2000). Posteriormente apareció en la telenovela juvenil Floribella (2006), tuvo un papel estelar en Vingança (2007), interpretó al protagonista en la miniserie A Vida Privada de Salazar (2009), apareció en Lua Vermelha (2010) y protagonizó en el premio Emmy Laços de Sangue (2010). Morgado tuvo su primer papel fuera de Portugal en la telenovela brasileña Revelação (2008) y también apareció junto a Rui Unas en la comedia española mapa (2009). 
Es conocido principalmente por su interpretación de Jesucristo en la miniserie de History Channel nominada al Emmy La Biblia, que fue el programa de cable más visto de 2013, y en la película de 20th Century Fox Hijo de Dios, dado a conocer el 28 de febrero de 2014. Asimismo, recientemente apareció en la tercera temporada de estreno del exitoso drama de ABC, la venganza como el Dr. Jorge Vélez en un papel de estrella invitada recurrente durante esta tercera temporada. También demostró sus dotes para la comedia en O Crime do Padre Amaro, donde atrajo la atención de directores de todo el mundo. Apasionado del teatro, también ha interpretado papeles principales en obras como Skylight de David Hare, y The Royal Hunt of the Sun, de Peter Shaffer. 
Más allá de Portugal, ha tenido papeles principales en producciones internacionales como la española Dos rivales casi iguales y Star Crossed, la brasileña Revelação y The Jungle. Diogo también ha interpretado papeles principales en dos películas independientes en los EE. UU., - el drama urbano arenoso "Mariposa Roja" y la trepidante película de acción Born To Race: Fast Track. Actualmente se lo puede ver en la televisión portuguesa, como "Eduardo" en la serie Sol de Inverno. Su papel más reciente fue como Antonio Vega Jr. en el 2013 la producción de Hollywood Red Butterfly.

## Vida personal
Morgado nació en  Lisboa, Portugal. Tiene un hijo, Santiago, nacido el 2 de septiembre de 2009. 
Morgado divide su tiempo entre Los Ángeles y Portugal. 
Además de su portugués nativo, Morgado también habla fluidamente español e inglés.

## Filmografía

### Películas
| Año  | Título                      | Personaje        | Observación                                    |
| ---- | --------------------------- | ---------------- | ---------------------------------------------- |
| 2000 | A Noiva                     | Eduardo          | Debut cinematográfico                          |
| 2002 | El bosque                   | Alberto          |                                                |
| 2005 | O Crime do Padre Amaro      | Libaninho        |                                                |
| 2005 | Dos Rivales Casi Iguales    | Vincente         |                                                |
| 2007 | The Italian Writer          | Joseph           |                                                |
| 2009 | Star Crossed                | Hugo Perira      |                                                |
| 2010 | Mami Blue                   | Pancho           |                                                |
| 2011 | A Parideira                 | Cameo            |                                                |
| 2011 | Rosa Sangue                 | Cameo            |                                                |
| 2012 | A Teia de Gelo              | Jorge            | salida de cine                                 |
| 2013 | Born To Race: Fast Track    | Enzo Lauricello  |                                                |
| 2013 | Red Butterfly               | Antonio Vega Jr. |                                                |
| 2013 | Frozen (Versión portuguesa) | Kristoff         | Voz                                            |
| 2014 | Hijo de Dios                | Jesús            | Largometraje de Hollywood, Lanzamiento mundial |
| 2015 | The Messengers              | El diablo        |                                                |
| 2016 | Love Finds You in Valentine |                  |                                                |

### Televisión

#### Películas
- 2000 - Teresa Amo-te (2000) como Miguel
- 2012 - Maria Coroada (2012) como Basílio

#### Telenovelas
- 1997 - Terra Mãe - Miguel
- 1999 - A Lenda da Garça - Manuel Domingos
- 2000 - Ajuste de Contas - Francisco
- 2002 - Tudo Por Amor - Pedro Castelo Branco
- 2006 - Floribela - Dinis Mendonça
- 2007 - Vingança - Santiago Medina
- 2008 - Rebelde Way - Mauro Galvão
- 2008 - Podia Acabar o Mundo - Rodrigo Fortunato Louro
- 2008 - Revelação - Antônio
- 2010 - Lua Vermelha - Artur
- 2010 - Laços de Sangue - João Caldas Ribeiro
- 2013 - Sol de Inverno- Eduardo Aragão
- 2017 - Ouro Verde

#### Series y miniseries
- 1997 - A Mulher do Senhor Ministro
- 1998 - Diário de Maria
- 1999 - Jornalistas
- 1999 - A Hora da Liberdade
- 1999 - Médico de família
- 2000 - A Febre do Ouro Negro
- 2001 - Estação da Minha Vida
- 2001 - Teorema de Pitágoras
- 2002 - O Quinto dos Infernos - D. Pedro Carlos de Bourbon
- 2004 - O Prédio do Vasco
- 2004 - Inspector Max - Rui Leão
- 2004 - Maré Alta
- 2005 - Malucos e Filhos
- 2005 - Malucos na Praia
- 2005 - O Diário de Sofia
- 2006 - 7 vidas - Adamo
- 2006 - Aqui não há quem viva - Fernando
- 2006 - Uma Aventura
- 2008 - A Vida Privada de Salazar - António de Oliveira Salazar
- 2010 - Tempo Final - Pedro
- 2011 - Os Substitutos - voz de Dick Daring
- 2013 - La Biblia - Jesús
- 2015 - Alisa - A Heroína do Futuro - voz de Arik Sapojkov
- 2015 - The Messengers - The Man
- 2013 - Revenge - Jorge Vélez